# Проспект Мечникова
Проспект Ме́чникова — проспект в историческом районе Пискарёвка Калининского административного района Санкт-Петербурга. Широтная магистраль. Проходит от Пискарёвского до Лабораторного проспекта. Параллелен Бестужевской улице.

## История

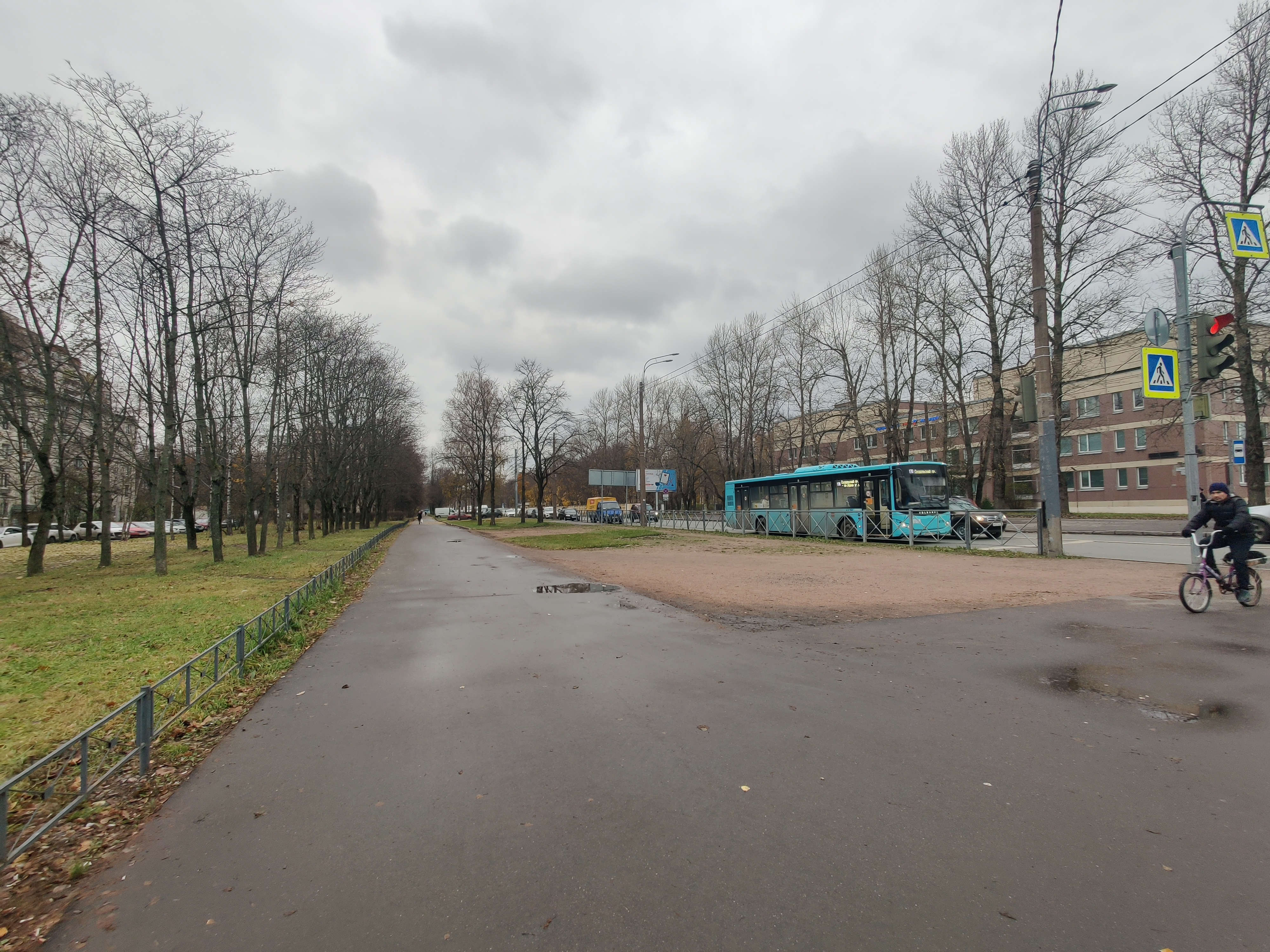
Вид от Замшиной улицы в сторону Кондратьевского проспекта

С 1897 по 1939 год проспект назывался Николаевским. Скорее всего, по фамилии местного землевладельца.
Современное название получил 22 февраля 1939 года. Когда коммунисты убирали с улиц города названия, «созвучные с именами врагов народа», в этот перечень попало восемь Николаевских топонимов (Леонид Николаев — убийца Кирова), проспект получил имя биолога, лауреата Нобелевской премии, Ильи Ильича Мечникова (1845—1916).

## Пересечения

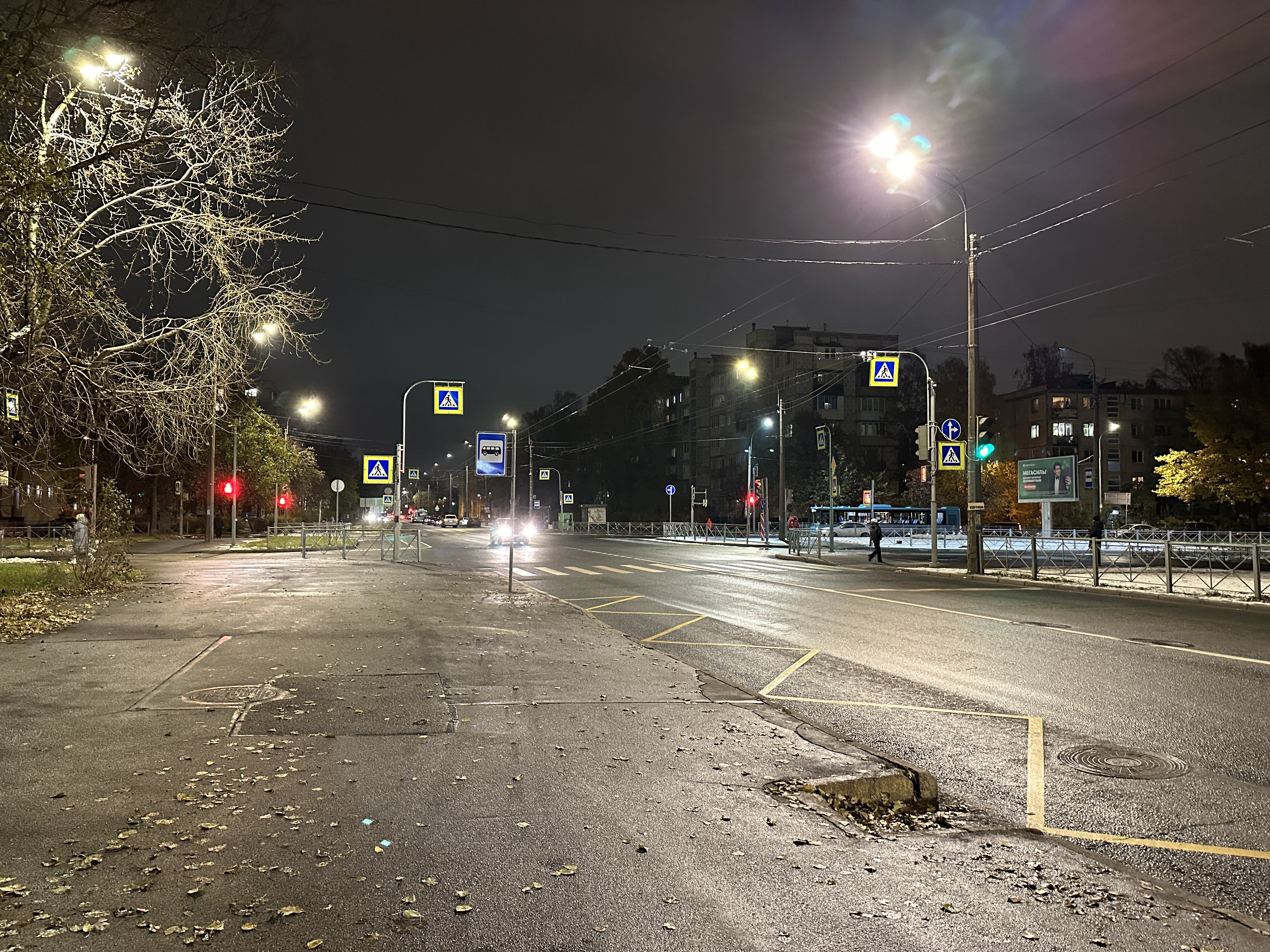
Проспект у пересечения с Замшиной и Брюсовской улицами

С востока на запад (по увеличению нумерации домов) проспект Мечникова пересекают следующие улицы:
- Пискарёвский проспект — проспект Мечникова примыкает к нему;
- Замшина и Брюсовская улицы — пересечение;
- Кондратьевский проспект — примыкание;
- Лабораторный проспект — примыкание.

## Транспорт
Ближайшая станция метро —  «Площадь Мужества», расположена на расстоянии около 2 км по прямой от конца проспекта.
- Автобусные маршруты[4]: № 33, 102, 105, 106, 107, 123, 136, 137, 176, 183, 230, 237, 249, 264 (некоторые — только в одну сторону);
- Троллейбусные маршруты[5]: № 8, 18, 38.

На расстоянии около 500 м от начала проспекта находится железнодорожная станция Пискарёвка.

## Общественно значимые объекты
- Пионерский парк (между Пискарёвским проспектом и Домом детского и юношеского творчества);
- школа № 653 — дом 5, корпус 1;
- Дом детского и юношеского творчества Калининского района — дом 2;
- клиническая больница РЖД (на углу с Брюсовской улицей) — дом 23;
- Дорожная клиническая больница ОАО «РЖД» (вблизи угла с Брюсовской улицей) — дом 27;
- церковь Ольги равноапостольной — дом 27э;
- Бестужевская гимназия № 159 — дом 16;
- Богословское кладбище (между Кондратьевским и Лабораторным проспектами) — дом 31—33 / Лабораторный проспект, дом 4;
- церковь Иоанна Богослова на Богословском кладбище — дом 31А;
- ОАО «Авангард» (у примыкания Кондратьевского проспекта) — Кондратьевский проспект, дом 72;
- ОАО «Компонент» (у примыкания к Лабораторному проспекту) — Лабораторный проспект, дом 10.